# Elsa Garrido (Politikerin)

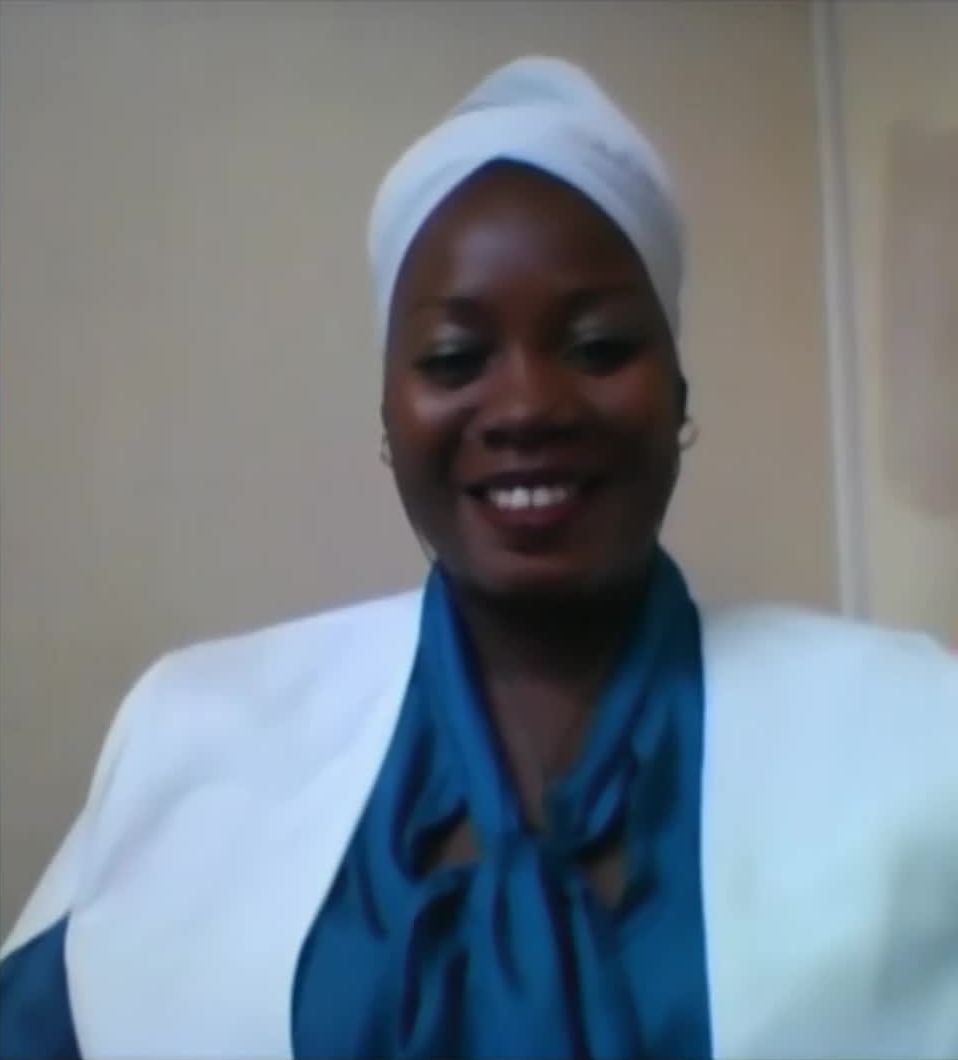
Elsa Garrido

Elsa Maria Garrido de Ceita da Graça do Espírito Santo (* 23. Februar 1977 in São Tomé) ist eine Umweltaktivistin und Politikerin des afrikanischen Inselstaates São Tomé und Príncipe.
Sie lebte lange in Frankreich, wo sie ihre Studien abschloss, und begann ihr humanitäres und ökologisches Engagement im Laufe der 2000er Jahr. Sie gründete 2011 in Saint-Nazaire die Nichtregierungsorganisation Terra Verde, welche den Export von Containern mit Materialien zur Armutsbekämpfung und Gesundheitsvorsorge nach São Tomé organisiert. 2017 trat sie für 19 Tage in Hungerstreik um gegen den Import von Transgenem Mais nach São Tomé zu protestieren.
Nach ihrer Rückkehr nach Sao Tomé und Príncipe gründete sie 2017 die Movimento Social Democrata – Partido Verde de São Tomé e Príncipe (MSD-PVSTP) als ökologische Partei, welche sie seither leitet. Sie kandidierte auch für die Präsidentschaftswahlen 2021.

## Leben
Geboren wurde Elsa Maria Garrido de Ceita da Graça do Espírito Santo am 23. Februar 1977 im Centro Hospitalar de São Tomé (Hospital Dr. Ayres Menezes) in São Tomé. Sie ging in den 1990ern nach Frankreich und erwarb dort eine licence professionnelle in Handel mit einer Spezialisierung in Verhandlung und Marketing in Nantes.

### Terra Verde
Aufgewühlt von der Situation der Frauen und Kinder in São Tomé und von der Armut in den ländlichen Gebieten gründete Elsa Garrido 2011 in Saint-Nazaire die Organisation Terra Verde (dt.: „Grüne Erde“) – Sao Tomé-et-Principe. Die Organisation fördert gezielt Kleinunternehmen von Frauen und unterstützt kleine landwirtschaftliche Betriebe, die von Frauen geführt werden, um finanzielle Autonomie zu erringen. Außerdem fördert die Organisation die Renovierung von Schulen und Bibliotheken. Elsa Garrido hält die Verbesserung der Lebensbedingungen von Frauen für essenziell wichtig für den Fortschritt in der Gesellschaft.
Dank finanzieller und materieller Spenden aus Frankreich und der santoméischen Diaspora in Angola und in Frankreich konnte Terra Verde 2012 seinen ersten Container mit humanitären Hilfsgütern verschicken, mit fünfzehn Tonnen medizinischen Materialien und Verbrauchsgütern für das Krankenhaus Dr. Ayres Menezes, sowie Schulmöbeln und Kinderkleidern. 2015 wurde ein von den Feuerwehrleuten der Region Loire-Atlantique gespendetes Feuerwehrauto nach São Tomé verschifft.

### Hungerstreik gegen den Import von transgenem Mais
Um gegen den Import von transgenem Mais aus China zur Erprobung in der Landwirtschaft in São Tomé und Príncipe zu protestieren, begab sich Elsa Garrido am 26. April 2017 vor der Botschaft von Sao Tomé und Príncipe in Portugal in Hungerstreik. Für den gentechnisch veränderten Mais gibt es keine vorherige Laboranalyse oder Umweltverträglichkeitsstudie. Garrido hielt ihren Hungerstreik neunzehn Tage lang durch, die Aktion rief jedoch zunächst keine Reaktion der Regierungsmedien oder der Politik hervor. Unterstützung erhielt Garrido dagegen von verschiedenen internationalen Organisationen und europäischen und afrikanischen Intellektuellen. Am Ende ihres Hungerstreiks eröffnete die Partido de Convergência Democrática – Grupo de Reflexão, welche die Aktion bereits vorher unterstützt hatte, eine parlamentarische Debatte zum Thema gentechnisch veränderter Nutzpflanzen.

### Politische Karriere
In Sao Tomé und Príncipe beteiligte sich Elsa Garrido an der Gründung der Movimento Social Democrata – Partido Verde de São Tomé e Príncipe (MSD-PVSTP – Sozialdemokratische Bewegung–Grüne Partei von Sao Tome und Principe), einer ökologischen Partei des Mitte-linken Spektrums. Am 4. November 2017 wurde sie dort im konstituierenden Kongress zur Präsidentin gewählt. Dort wurden auch die Kandidaten für die Kommunalwahlen und die Parlamentswahl am 7. Oktober 2018 vorgestellt. Garrido führte die Parteiliste an und war damit die erste Frau und Sao Tomé und Príncipe, welche einen Ersten Listenplatz bei einer Parteiliste einnahm und damit auch für das Amt des Premierministers kandidierte. Bei den Wahlen wurde jedoch keiner der Parteikandidaten gewählt und auf nationaler Ebene konnte die Partei nicht einmal 2 % der Stimmen erringen.
Eine interne Krise entlud sich 2019 als der Partei-Vize Miques João sich gegen Garrido stellte und sie entlassen wollte. Vom Verfassungsgericht wurde seine Legitimität zur Leitung der MSD-PVSTP anerkannt. Garrido wurde jedoch bei einem Parteikongress am 16. August 2020 wiedergewählt.
Garrido erklärte am 23. Dezember 2020 erneut ihre Kandidatur für die Präsidentschaftswahlen 2021. Dabei erhielt sie schon wieder Konkurrenz von Miques João, welcher ebenfalls kandidierte Wieder wurde Garrido durch ihre Partei unterstützt. Und wieder errang sie nicht einmal ein Prozent der Stimmen.
Garrido arbeitet für das Ministerium der Öffentlichen Arbeiten, Infrastruktur, Natürliche Ressourcen und Umwelt der XVII. Regierung von Osvaldo Abreu.